# Cardiocladius obscurus
Cardiocladius obscurus är en tvåvingeart som först beskrevs av Oskar Augustus Johannsen 1903.  Cardiocladius obscurus ingår i släktet Cardiocladius och familjen fjädermyggor. Inga underarter finns listade i Catalogue of Life.